# Vairas (журнал)
«Вайрас» (лит. «Vairas», дос. «Кермо») — політичний, культурний і літературний ілюстрований журнал литовською мовою.

## Історія
Виходив у 1914–1915 у Вільно, в 1923–1924 і 1929–1940 в Каунасі. Спочатку виходив один раз на місяць (1914), потім щотижня і меншого обсягу (1915, 1923—1924), пізніше щомісяця (1930–1937), двічі на місяць (1938), щотижня (1939) і знову один раз на місяць (1940). Видавцями були Мартінас Ічасо, Антанас Смятона, товариства „Rašto“ „Pažangos“ .
Публікував статті з філософії, науки, культури, теорії літератури, твори литовських і зарубіжних письменників. З 1923 в тематиці журналу переважали політика, економіка, соціальні питання.
У 1931–1933 виходив щомісячний додаток „Švietimo ministerijos žinios“ під редакцією Ґіри Людаса.

## Редактори і співробітники
Редагував журнал до 1924 Антанас Смятона.
У 1929–1938 редакторами були Ізідорюс Тамошайтис і Стасис Ляскайтис-Івошишкис, в 1939 — Ізідорус Тамошайтис, Бронюс Дірмейкис, Владас Науседас, в 1940 — Домас Цясявічус, Стасис Ляскайтис-Івошишкис.
З журналом співпрацювали Вітаутас Аланатас, Юозас Бальчіконіс, Йонас Баліс, мовознавець Казим'єрас Буґа, поет Пятрас Вайчунас, філолог-класик і політик Аугустінас Вольдемарас, Паулюс Галауне, Гіра Людас, Валентинас Ґустайніс, Софія Кімантайте-Чюрльонене, поет Фаустас Кірша, письменник і філолог Вінцас Креве-Міцкявічюс, письменник Антанас Крікщюкайтис (Айшбе), Лаздіну Пеледа, письменник і публіцист Пранас Машьотас, Річардас Міронас, публіцист і письменник Броніс Райла, письменник Баліс Сруоґа, письменник і критик Юозас Тумас, мовознавець Йонас Яблонскіс  та інші видатні письменники, вчені, громадські і політичні діячі.